# BJD (panenka)
BJD nebo ABJD je zkratka anglického výrazu ball-jointed doll a používá se k označení moderních kloubových panenek určených dospělým sběratelům. Lze se setkat s označením Dollfie nebo Super Dollfie, zobecnělým názvem první BJD od společnosti Volks. Vyrábějí se především v Asii, ale i dalších zemích. Jsou oblíbené především díky své pózovatelnosti a možnosti přizpůsobit jejich vzhled přáním a představám sběratele.

## Charakteristika
Všechny BJD jsou parukové, nemají tedy vlasy všité přímo do hlaviček. Kromě paruk lze vyměnit i oči a případně pomocí neodymových magnetů přidat další části, jako např. růžky, zvířecí uši a jiné doplňky. Samotná hlavička se skládá ze dvou částí tak, aby bylo možné zevnitř hlavičky upevnit oči pomocí speciálního tmelu. Tělo BJD je sestaveno z jednotlivých dílů, které jsou vnitřkem spojeny gumičkami a háčky, a pohybuje se díky kulovým nebo čepovým kloubům. Gumičky je nutné vyměnit, když se vytahají. Většina sběratelů to zvládne svépomocí. BJDs většinou mohou stát na nohou bez opory, při delším vystavení panenky je vhodné použít speciální stojan.
BJD mají vždy pohyblivá ramena, lokty, zápěstí, hlavu, kyčle a kolena, často mají ještě další klouby v kotnících, chodidlech nebo prstech na rukou. Většina BJD je humanoidní, různě stylizovaná od podoby postav z japonské mangy až po velmi realistické modely podobné skutečným lidem. Vyrábějí se rovněž BJD zpodobňující zvířata či různá fantastická stvoření, jako jsou upíři, elfové, démoni, antropomorfové, kyborgové.
BJD se vyrábějí v různých měřítkách neboli velikostech. Základní dělení částečně vychází z názvů modelů prvních BJD společnosti Volks.
- Hound (1:2, výška BJD cca 70 – 90 cm)
- SD neboli Super Dollfie (1:3, cca 50 – 70 cm)
- MSD neboli Mini Super Dollfie (1:4, cca 40 – 50 cm)
- YoSD neboli Yo Super Dollfie (1:6, cca 25 – 35 cm)
- Tiny (někdy se používá i pro YoSD, 35 cm a méně nebo 25 cm a méně)

BJD společnosti často vydávají více různých velikostí panenek jako samostatné řady, např. společnost Iplehouse vydává osm řad BJD od velikosti hound (řada H. I. D., výška 74 cm) po tiny (řada P. I. D., výška 19 cm). Velikost panenek nemusí souviset s jejich vzhledem, je zcela na výrobci, zda bude panenka dané velikosti vypadat jako dítě nebo dospělý a zda budou BJD z různých řad vzájemně kompatibilní či nikoliv.
Panenky lze zakoupit buď přímo v e-shopu dané společnosti nebo přes distributora. Často lze vybírat z celé řady možností, např. určit barvu resinu, typ těla, malbu obličeje apod. a rovněž přikoupit doplňky. BJD jsou nabízeny ve variantách "blank", tedy nenamalovaná panenka bez doplňků a příslušenství, kterou si sběratel dohotoví sám dle vlastních představ, nebo "fullset", hotová panenka s namalovaným obličejem, s oblečením, parukou a doplňky.

## Materiály a výroba
Panenky BJD se většinou odlévají z resinu - syntetické polyuretanové pryskyřice. Výhodou resinu je jemně strukturovaný povrch podobný biskvitovému porcelánu, na rozdíl od plastů na bázi vinylu se však resin může ulomit či roztříštit, ačkoli je pevnější než běžný porcelán. Ruční odlévání do forem je nezbytné kvůli předcházení vzniku bublinek v materiálu, které velmi zvyšují jeho křehkost. Po vyjmutí z forem často zůstávají na dílech panenek viditelné spoje – některé společnosti je odstraňují, jiné poskytují tuto službu za příplatek a další možnost zbroušení spojů vůbec nenabízejí. Další nevýhodou pryskyřice je její postupné žloutnutí, které časem mění odstín pleti panenek. Ke žloutnutí pryskyřice přispívá sluneční světlo, zejména je-li panenka dlouhodobě vystavena přímému slunečnímu svitu.
Některé kloubové panenky mohou být vyrobeny z porcelánu nebo plastu, ty však většinou nejsou označovány zkratkou BJD. Např. na největším diskusním fóru sběratelů BJD, Den of Angels, jsou panenky nevyrobené z resinu považovány za mimotematické.

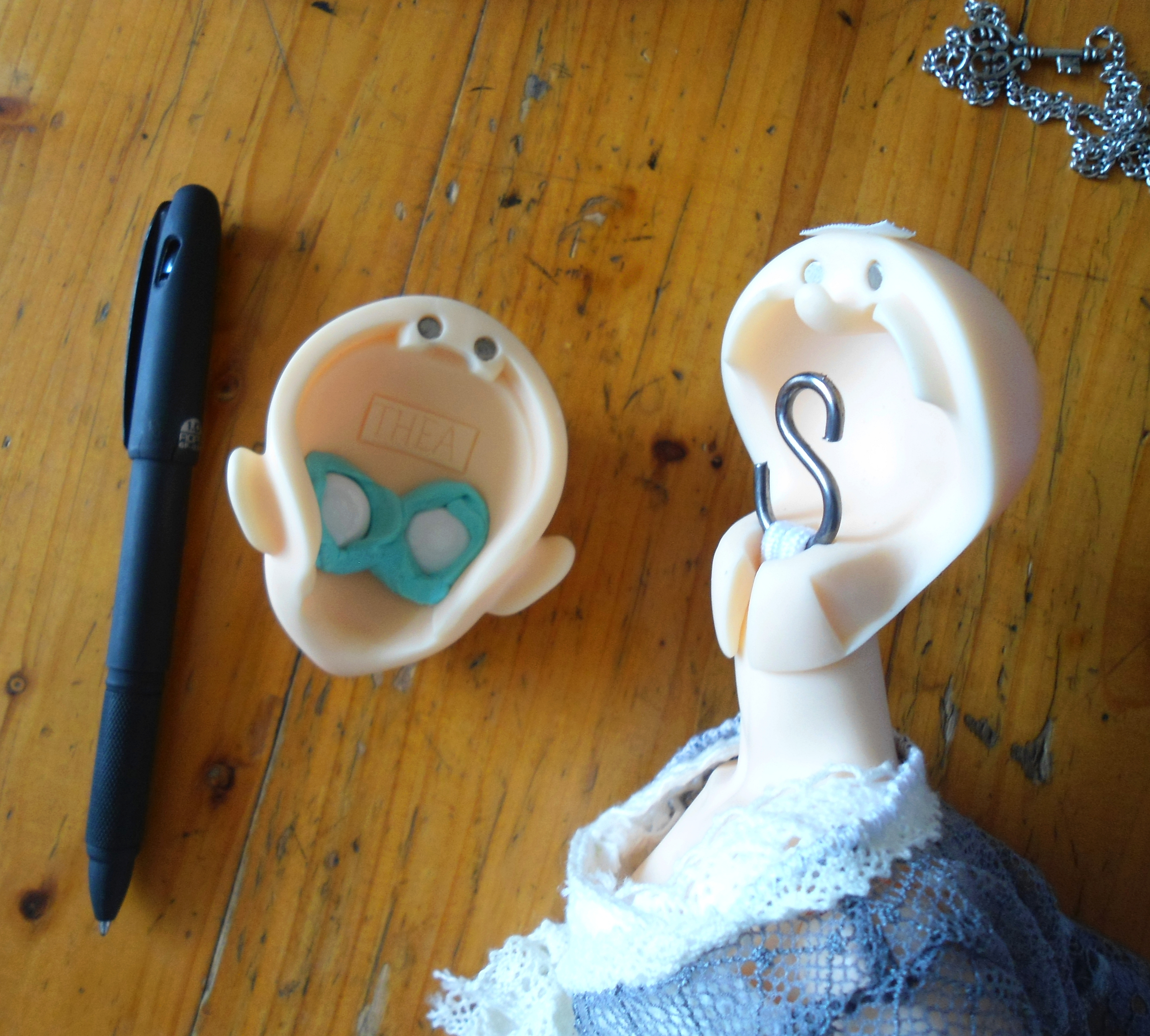
Otevřená hlava BJD s viditelným tmelem kolem očí a označením modelu.
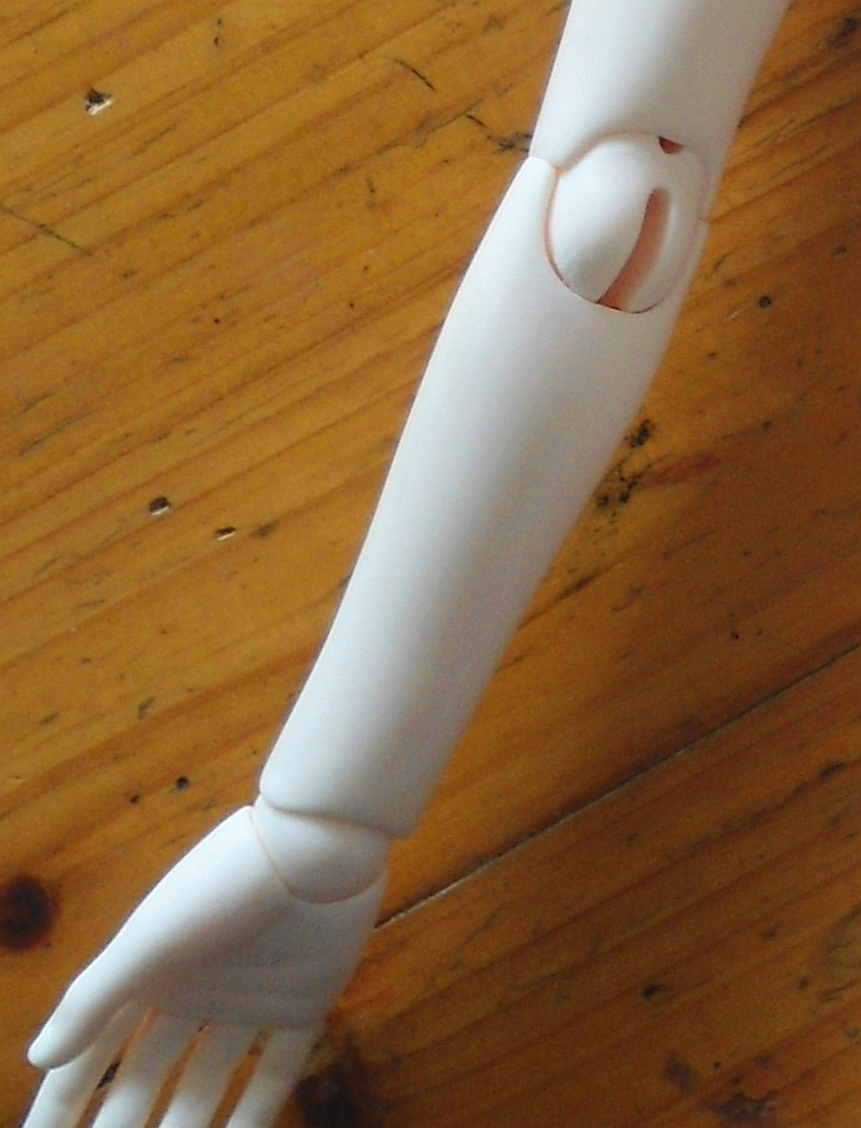
Loketní kloub BJD.

## Doplňky a úprava vzhledu BJD

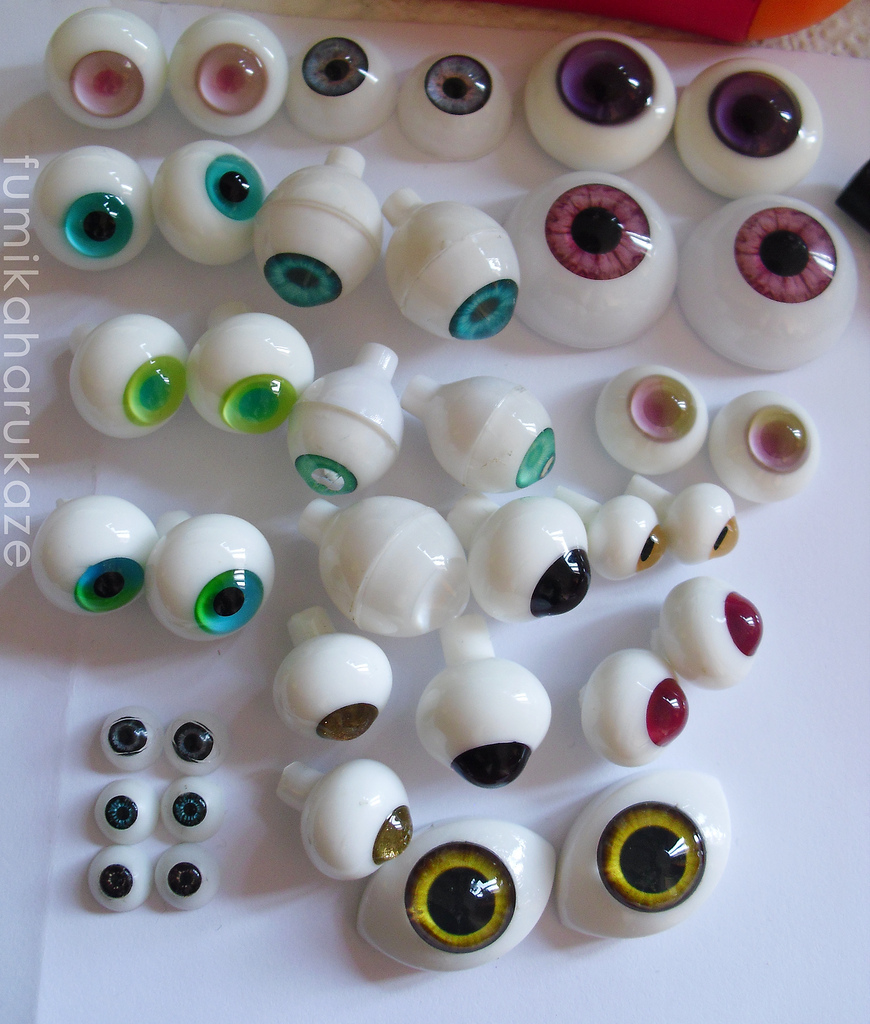
Oči pro panenky BJD.

Většina BJD společností a umělců nabízí k panenkám i paruky, oči, oblečení, rekvizity a další doplňky, např. vyměnitelné ruce s jinou pozicí prstů, vyměnitelná chodidla určená pro boty na vysokém podpatku, zvířecí uši, rohy, křídla apod. Doplňky pro BJD nabízejí i prodejci a drobní řemeslníci např. na eBay nebo Etsy. Velikost paruky určuje obvod hlavy BJD v palcích (např. 6 – 7, 7 – 8 apod.) a velikost očí průměr oční koule v milimetrech, který by měl být větší než otvor pro oči v hlavě BJD. Prodejce často uvádí doporučenou velikost paruky a očí pro daný model BJD a rovněž tělesné míry panenek. U oblečení a bot pro BJD jednotné značení velikostí neexistuje, bývá uvedena velikost BJD nebo konkrétní model, pro který je oblečení určeno.
Malbě obličeje u BJD se říká face-up. Slovo vzniklo z výrazu make-up zohledněním faktu, že teprve malování dodá obličeji BJD charakteristické rysy. Maluje se křídovými pastely, vodovými nebo akrylovými barvami nebo jejich kombinací. BJD společnosti či umělci často nabízejí malování face-upu z katalogu společnosti nebo podle vlastního návrhu zákazníka. Téměř vždy je možné objednat si panenku nenamalovanou a nechat si namalovat face-up od umělce nebo jej vytvořit vlastními silami.
U BJD je častá tvorba tzv. hybridů, kdy sběratel zkombinuje díly různých společností do jedné panenky. Typické je zakoupení samotné hlavy panenky a její nasazení na tělo od jiné společnosti, což vyžaduje zbroušení krku nebo otvoru v hlavě BJD, je-li průměr těchto částí rozdílný. Další možné úpravy panenek zahrnují např. obarvení resinových dílů, zbroušení či domodelování částí těla, vyrytí a namalování jizev, tetování, navrtání piercingů apod.
Sběratelé BJD velmi rádi mění jejich vzhled a nakupují nebo vytvářejí pro své panenky různé oblečení, oči i paruky.

## Komunita sběratelů

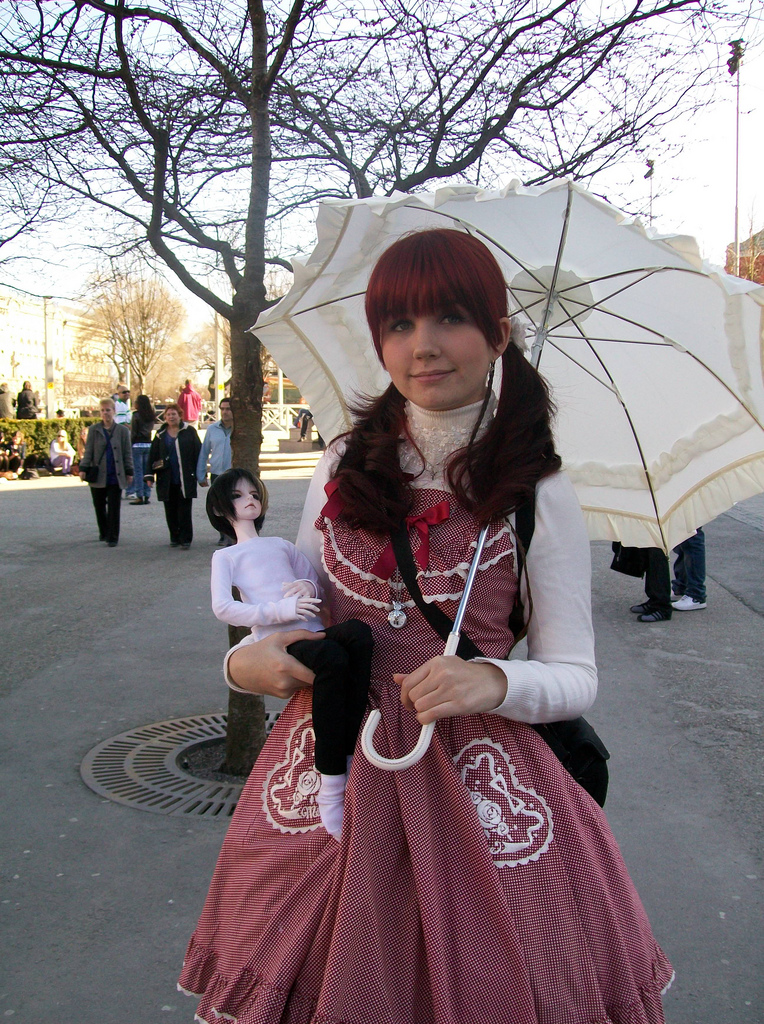
BJD se svou majitelkou

BJD jsou často předmětem umělecké tvorby - jejich majitelé je aranžují do různých pozic, fotografují je, kreslí a navrhují jejich oděv a celkový vzhled. Někteří sběratelé se svými BJD mluví nebo se chovají, jako by se jednalo o živé bytosti, to se ale zdaleka netýká všech, kdo BJD či jiné panenky sbírají.
Největším online diskusním fórem sběratelů BJD je Den of Angels, existuje i mnoho tematických skupin na sociálních sítích. Pořádají se rovněž veletrhy, např. francouzský Ldoll, tematický program na conech, výstavy a lokální srazy sběratelů, které se konají i v České republice.